# 愛のせい
『愛のせい』（あいのせい）は、片平里菜の3枚目のオリジナル・アルバム。2017年12月20日にポニーキャニオンから発売された。

## 概要
前作『最高の仕打ち』から1年10か月ぶりのオリジナル・アルバム。アルバムの表題曲となっている「愛のせい」をはじめ、7枚目のシングルの曲でテレビアニメ『迷家 -マヨイガ-』のエンディングテーマである「結露」、8枚目のシングルの曲で映画『パパのお弁当は世界一』主題歌の「なまえ」、配信シングル曲で『RyuRyu』のCM新ソング「lucy」など、計11曲が収録される。本作の発売に先駆け、10月29日に「愛のせい」のリリックビデオがYouTubeで公開され、また翌30日からはSpotify、Apple Music、dヒッツなどで先行配信された。このうちSpotifyでは「愛のせい」のシェアキャンペーンが実施され、「バイラルトップ50（日本）」にこの曲がチャートインした場合、本作収録曲の弾き語り動画が公開されることになっていた。結果的に同楽曲はチャート1位を獲得したため、公約通り「異例のひと」の弾き語り動画がYouTubeにアップロードされている。
初回限定盤は特殊パッケージおよび「異例のひと」の弾き語りコード譜付きとなっている。なお、片平が過去に発表したアルバム2作（『amazing sky』、『最高の仕打ち』）と異なり、本作の初回限定盤には付属のCDおよびDVDは制作されない。
サウンドプロデュースは石崎光、アートワークはYOSHIROTTENが手掛けている。

## 収録曲
全曲作詞：片平里菜
1. 愛のせい (3:57)
  - 作曲:片平里菜・石崎光 編曲・ストリングスアレンジ:石崎光

アルバムタイトル曲。前述のとおり10月30日に先行配信されている。
2. 子供時代 (4:32)
  - 作曲:片平里菜 編曲:石崎光
3. デイジー (4:07)
  - 作曲:片平里菜 編曲:石崎光
4. lucy (3:32)
  - 作曲:片平里菜 編曲:石崎光

配信シングル曲。
ファッション通販「RyuRyu」CM曲。
5. 異例のひと (4:44) 
  - 作曲:片平里菜 編曲:石崎光

2017年11月24日よりdヒッツで先行配信された[5]。
6. 山手通り (4:54)
  - 作曲:片平里菜 編曲:片平里菜・石崎光
7. wash brain (3:42)
  - 作曲:片平里菜 編曲:石崎光
8. なまえ -naked- (5:35) 
  - 作曲:片平里菜 編曲:片平里菜・石崎光

8thシングル曲の弾き語りヴァージョン。
映画『パパのお弁当は世界一』主題歌。
9. Howling wolf (3:07)
  - 作曲:片平里菜 編曲:石崎光
10. 結露 (4:45) 
  - 作曲:片平里菜 編曲:石崎光

7thシングル。
TVアニメ『迷家 -マヨイガ-』エンディングテーマ。
11. からっぽ (5:26)
  - 作曲:片平里菜 編曲:片平里菜・石崎光

不動産「minimini」CMソング